# Stefan Schwarz (wioślarz)
Stefan Schwarz (ur. 27 listopada 1987 w Linz) – austriacki wioślarz.

## Osiągnięcia
- Mistrzostwa Świata Juniorów – Brandenburg 2005 – czwórka podwójna – 21. miejsce[1].
- Mistrzostwa Świata U-23 – Hazewinkel 2006 – czwórka podwójna – 8. miejsce[1].
- Mistrzostwa Świata U-23 – Glasgow 2007 – dwójka podwójna – 5. miejsce[1].
- Mistrzostwa Europy – Poznań 2007 – dwójka podwójna – 9. miejsce[1].